# Bitwa nad Wielkim Zabem
Bitwa nad Wielkim Zabem – bitwa stoczona 25 stycznia 750 roku pomiędzy wojskami kalifatu Umajjadów, a siłami Abbasydów, w trakcie rewolucji abbasydzkiej. Było to decydujące starcie konfliktu, w wyniku którego armia Umajjadów została rozbita, a dowodzący nią kalif Marwan II zginął doścignięty podczas ucieczki w okolicach Kairu. W wyniku bitwy upadły rządy Umajjadów na Bliskim Wschodzie i rozpoczął się okres panowania Dynastii Abbasydów.

## Geneza

### Tło religijno-społeczne
Na dynastię Umajjadów władającą Kalifatem Arabskim w latach 644-656, oraz 661-750 przypadł ciężar stabilizacji nowego tworu państwowego po okresie początkowych i rozległych podbojów pierwszej połowy VII wieku, jak również utworzenia administracji i struktur państwowych na później podbijanych obszarach. Ze względu na niejasności co do przejęcia urzędu kalifa po śmierci proroka Mahometa w państwie dość szybko powstały dwa duże stronnictwa szyitów, oraz charydżytów, które kontestowały prawowitość rządów Umajjadów, jako nie nazbyt blisko spokrewnionych z prorokiem. Oba stronnictwa wielokrotnie występowały przeciwko panującej dynastii.
Do trudności natury wyznaniowej dołączyły te związane z administracją. Umajjadzi będący prominentnym rodem arabskim faworyzowali w swoim państwie współplemieńców, a pomijali członków innych plemion i to nawet pomimo przyjęcia przez wielu z nich islamu, co miało gwarantować zrównanie w prawach z Arabami jako pierwotnymi wyznawcami tej religii. Powodowało to niezadowolenie licznych warstw społeczeństwa i podkopywało fundamenty władzy Umajjadów w obliczu starcia z przedstawicielami innych wyznań.

### Upadek Umajjadów
W 744 roku grupa żołnierzy syryjskich zabiła kalifa Walida II, a na jego miejsce osadziła własnego kandydata Jazida III, co zapoczątkowało wojnę domową w kalifacie. Uznania nowego władcy odmówił umajadzki gubernator Marwan, który pokonał rywali i sam ogłosił się kalifem. Od początku swoich rządów musiał zmierzyć się z buntem charydżytów w Iraku, których pokonał w 748 roku. Jednakże rok wcześniej w Chorasanie wybuchło długo planowane powstanie szyitów pod wodzą Abu Muslima, za którym stali Abbasydzi, będący gałęzią rodu Haszymidów. Początkowo zlekceważone przez Marwana II powstanie szybko objęło swym zasięgiem dużą część kalifatu. Do decydującej bitwy doszło w niedzielę 25 stycznia 750 roku na południowy wschód od ujścia rzeki Wielki Zab do Tygrysu, w okolicach Mosulu.

## Przebieg bitwy
Nie posiadamy zbyt wielu przekazów co do przebiegu bitwy, a te które znamy powstały na długo po jej stoczeniu i pochodzą one głównie od proabbasydzkich kronikarzy, stąd należy patrzeć na nie z lekkim dystansem. Podają one, że wojska Umajjadów były trzy-, a nawet czterokrotnie liczniejsze od sił Abbasydów, co może być wartością wyolbrzymioną, ale mimo to należy założyć, że siły Marwana II przewyższały liczebnie rebeliantów. 
Armia umajjadzkiego kalifa miała walczyć z zastosowaniem nowej taktyki zwanej jako kurdūs (ar, l. mn. karādīs), która polegała na podzieleniu oddziałów kawalerii na mniejsze jednostki, a ich zaletą miała być większa mobilność na polu walki. Marwan wprowadził tę innowację zamiast zastosowania klasycznej formacji bitewnej opartej o podział na lewe skrzydło (maysarah), prawe skrzydło (maymanah) oraz środek (qalb).
Wojska rebeliantów w swoim marszu na zachód zatrzymały się na południowym brzegu Wielkiego Zabu. Z kolei Marwan przeprawił się przez Tygrys w okolicach Mosulu, gdzie zostawił większą część swoich zapasów. Po dotarciu nad Wielki Zab Marwan podjął decyzję, która okazała się być jego największym błędem, a mianowicie wydał rozkaz swoim wojskom zbudowania prowizorycznego mostu, po którym następnie jego siły przeprawiły się na drugą stronę rzeki. W takiej sytuacji, abbasydzcy dowódcy zdecydowali o jak najszybszym doprowadzeniu do starcia, gdyż obawiali się o morale swoich podwładnych, stojących w obliczu silniejszego wroga. 
Bitwa nie trwała długo - powstańcy zastosowali, oryginalnie umajjadzką, taktykę ściany włóczni, na którą nadziała się kawaleria Marwana, która następnie została doszczętnie zniszczona. Nieskuteczność opisanej wyżej taktyki wynikała z faktu, iż wojska Abbasydów mające korzenie wschodnie, miały już styczność z podobnym sposobem walki w starciach z plemionami Transoksani. Widząc porażkę kawalerii, przyparta do brzegu rzeki piechota kalifa rozpoczęła ucieczkę z pola walki, jednakże widząc, że bitwa została przegrana Marwan podjął decyzję o zniszczeniu mostu, skazując tym samym pozostałych na drugim brzegu żołnierzy na śmierć z rąk przeciwnika, bądź przez utonięcie, jako że wielu z nich próbowało powrócić na drugą stronę wpław. Według części źródeł więcej żołnierzy zginęło w wodach Zabu i Tygrysu niż w walce. Marwanowi udało się uciec i dotrzeć aż w okolice dzisiejszego Kairu, gdzie dopadł go pościg wysłany przez Abbasydów i na których rozkaz został zamordowany.

## Następstwa
W wyniku bitwy nad Wielkim Zabem władzę w Kalifacie Arabskim przejęli Abbasydzi, a od nowej stolicy ich państwo zaczęto określać mianem Kalifatu Bagdadzkiego, lub też jako Kalifat Abbasydów, ze względu na utracenie uprzywilejowanej pozycji w państwie przez Arabów. Nowa dynastia brutalnie rozprawiła się z przedstawicielami i poplecznikami Umajjadów, z których większość została zamordowana. Jednym z niewielu ocalonych z pogromu był Abd ar-Rahman I, który dotarł na Półwysep Iberyjski, gdzie na ziemiach należących do Umajjadów od ok. 715 roku, utworzył niezależny od Abbasydów Emirat Kordoby.